# Colgan Air
Colgan Air, Inc. — американская региональная авиакомпания, являвшаяся дочерним подразделением Pinnacle Airlines. Штаб-квартира расположена на территории регионального аэропорта Манассас в г. Манассас (Manassas), штат Виргиния.
Главные пункты назначения — нью-йоркский аэропорт Ла Гардия, бостонский международный аэропорт Логан, международный аэропорт Washington Dulles, международный аэропорт Ньюарк Либерти, и хьюстонский Аэропорт Хьюстон Интерконтинентал имени Джорджа Буша. В данный момент обслуживает почти 50 городов на северо-востоке и в Техасе в качестве региональной компании для US Airways Express, United Express и Continental Connection.
5 февраля 2007 было объявлено, что Калгэн будет обслуживать линии компании Continental Airlines из международного аэропорта Ньюарк Либерти, начиная с 2008 года. Калгэн закупила и использует 15 новых самолётов Bombardier Q400.

## История

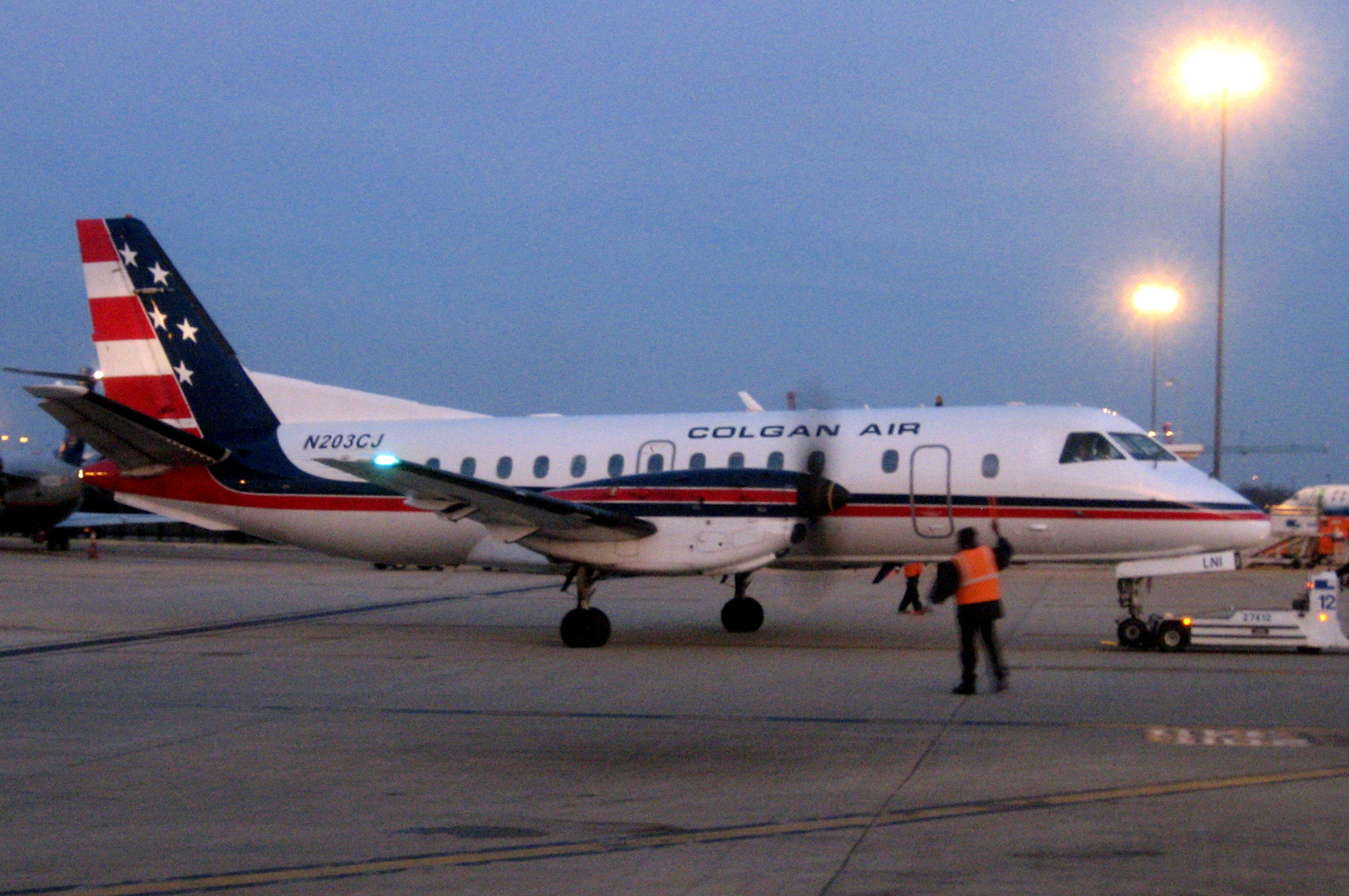
Saab 340B в цветах Colgan Air

Чарльз Калгэн (Charles J. Colgan) основал FBO (Fixed base operator, сервисный центр для обслуживания пассажиров и проведения технического обслуживания и ремонта) «Colgan Airways Corporation» в аэропорту Манассас (Вашингтон) и Покипси в 1965. Компания начала предусмотренное обслуживание по контракту с IBM в 1970 между аэропортом Манассас и Покипси. В следующие 15 лет она разрослась и в 1986 была продана Presidential Airways.
Когда в 1991 Presidential Airways исчезла, Калгэн и его сын, Майкл Дж. (Michael J.) возобновили свой бизнес под маркой Colgan Air. Компания была основана и начала работать 1 декабря 1991. 1 июля 1997 она стала региональным подразделением Continental Airlines, работая под маркой Continental Connection.

## Пункты назначения

### United Express

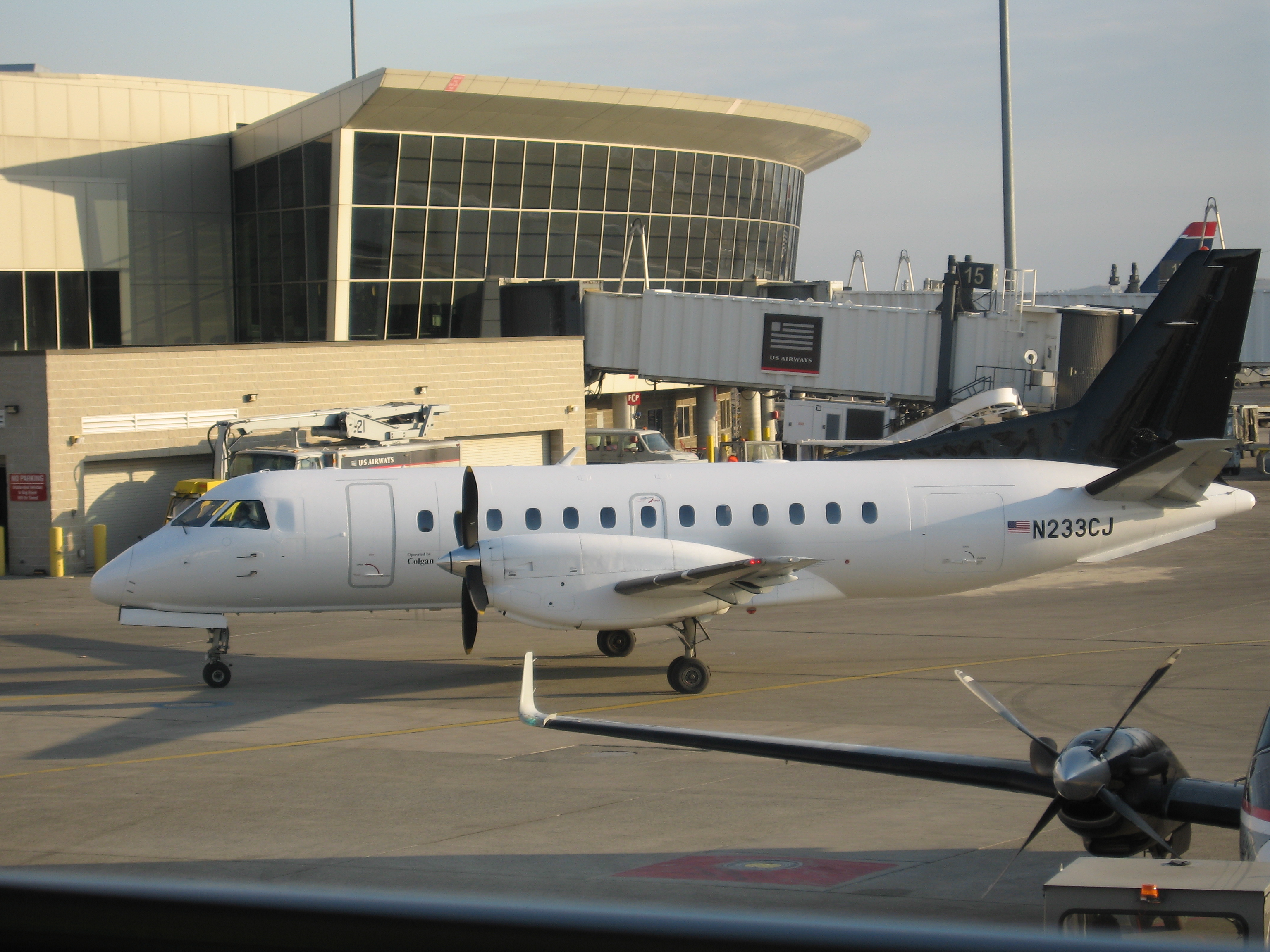
Unmarked Saab 340B компании Colgan Air в аэропорту Логан

| Виргиния          | - Вашингтон, округ Колумбия — Вашингтонский аэропорт имени Даллеса Хаб - Стаунтон (Staunton) / Хэррисонбург (Harrisonburg) / Уэйнсборо (Waynesboro) — региональный аэропорт Shenandoah Valley - Шарлоттсвилл — аэропорт Charlottesville-Albemarle                               |
| Западная Виргиния | - Бекли (Beckley) — мемориальный аэропорт Beckley Raleigh County - Кларксберг (Clarksburg) — аэропорт North Central West Virginia - Моргэнтаун — аэропорт Morgantown Municipal - Паркерсберг (Parkersburg) — региональный аэропорт Mid-Ohio Valley - Чарлстон — аэропорт Yeager |
| Нью-Йорк (штат)   | - Бингхэмтон (Binghamton) — аэропорт Greater Binghamton - Уайт-Плэйнс (White Plains) — аэропорт Westchester County |
| Пенсильвания      | - Аллентаун / Вифлеем (Bethlehem) — международный аэропорт Lehigh Valley - Алтуна (Altoona) — аэропорт Altoona-Blair County - Джонстаун (Johnstown) — аэропорт Johnstown-Cambria County - Стейт-Каллидж (State College) — аэропорт University Park                              |

### US Airways Express

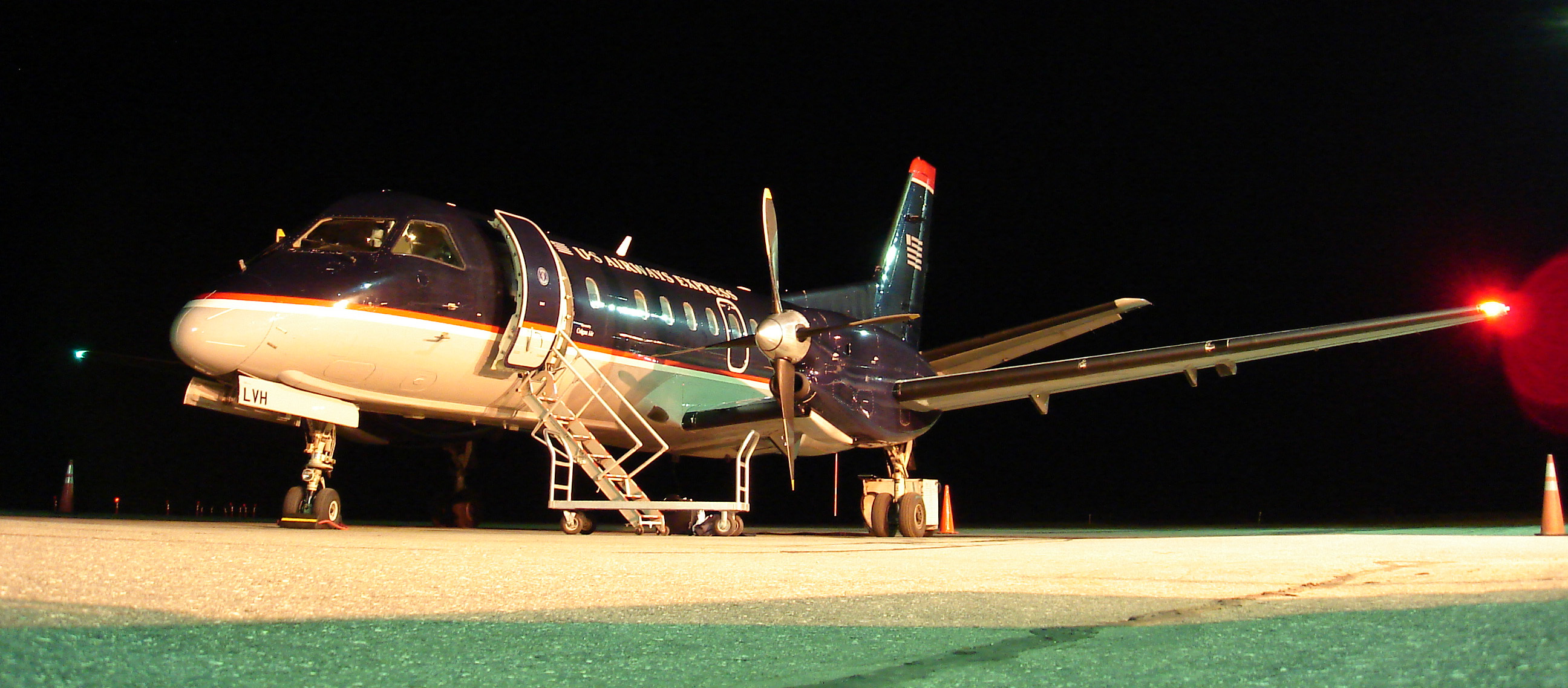
Saab 340B в цветах US Airways Express

| Виргиния          | - Шарлоттсвилл — аэропорт Charlottesville-Albemarle - Вашингтон — национальный аэропорт Ronald Reagan Washington |
| Западная Виргиния | - Чарлстон — аэропорт Yeager |
| Коннектикут       | - Хартфорд — международный аэропорт Брэдли |
| Мэн               | - Огаста — аэропорт Augusta State - Бар-Харбор (Bar Harbor) — аэропорт Hancock County-Bar Harbor - Преск-Айл (Presque Isle) — региональный аэропорт Северный Мэн |
| Массачусетс       | - Бостон — международный аэропорт Логан, Хаб - Хайаннис (Hyannis) — муниципальный аэропорт Барнстабл, сезонный - Нантакет — мемориальный аэропорт Нантакет, сезонный - Мартас-Винъярд — аэропорт Мартас-Вайнъярд, сезонный |
| Нью-Гэмпшир       | - Манчестер — аэропорт Манчестер-Бостон |
| Нью-Йорк          | - Олбани — международный аэропорт Олбани - Буффало — международный аэропорт Баффало Ниагара - Айслип (Islip) — аэропорт Лонг-Айленд МакАртур - Итака — региональный аэропорт Томкинс - Нью-Йорк — аэропорт Ла Гуардия Хаб - Рочестер — международный аэропорт Грейт Рочестер - Сиракьюс — международный аэропорт Сиракьюс Хэнкок - Уайт-Плейнс (White Plains) — аэропорт Westchester County |

### Continental Connection

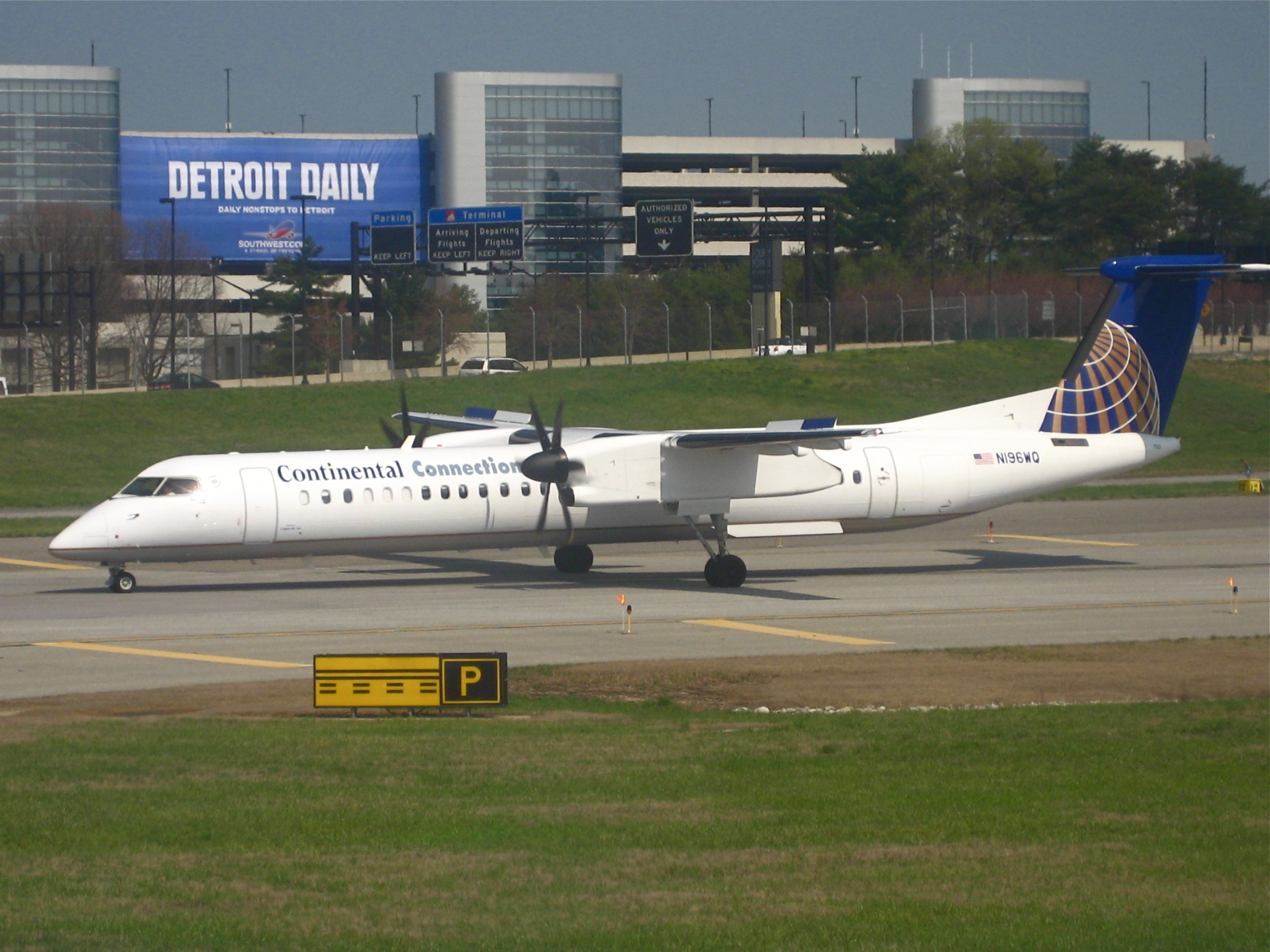
Bombardier Q400 в цветах Continental Connection

| Вермонт           | - Берлингтон (Burlington International Airport) |
| Виргиния          | - Норфолк (Norfolk International Airport) - Ричмонд (Richmond International Airport) - Вашингтон, округ Колумбия (Ronald Reagan Washington National Airport) |
| Коннектикут       | - Хартфорд (Международный аэропорт Брэдли) |
| Луизиана          | - Alexandria (Alexandria International Airport) - Lafayette (Lafayette Regional Airport) - Lake Charles (Lake Charles Regional Airport) - Monroe (Monroe Regional Airport) - Шривпорт (Shreveport Regional Airport) |
| Мэн               | - Портленд (Portland International Jetport) |
| Мэриленд          | - Балтимор (Baltimore-Washington International Thurgood Marshall Airport) |
| Нью-Джерси        | - Ньюарк (Международный аэропорт Ньюарк Либерти) Хаб |
| Нью-Йорк          | - Олбани (Albany International Airport) - Буффало (Buffalo Niagara International Airport) - Рочестер (Greater Rochester International Airport) - Сиракьюс (Syracuse Hancock International Airport) |
| Северная Каролина | - Гринсборо — High Point — Уинстон-Сейлем (Piedmont Triad International Airport) - Роли — Дарем (Raleigh-Durham International Airport) |
| Огайо             | - Колумбус (Port Columbus International Airport) |
| Пенсильвания      | - Питтсбург (Pittsburgh International Airport) |
| Род-Айленд        | - Провиденс (T. F. Green Airport) |
| Южная Каролина    | - Myrtle Beach (Myrtle Beach International Airport) |
| Техас             | - Бомонт (Southeast Texas Regional Airport) - College Station (Easterwood Airport) - Del Rio (Del Rio International Airport) - Хьюстон (Аэропорт Хьюстон Интерконтинентал имени Джорджа Буша) Хаб - Killeen (Killeen-Fort Hood Regional Airport) - Tyler (Tyler Pounds Regional Airport) - Victoria (Victoria Regional Airport) - Уэйко (Waco Regional Airport) |
| Канада            | - Монреаль (Международный аэропорт имени Пьера Эллиота Трюдо) - Торонто (Международный аэропорт Пирсон) |

## Аварии
- Рейс 9446 авиакомпании Colgan Air* 26 августа 2003 Beech 1900D, принадлежащий Colgan Air, совершающий рейс компании US Airways Express ударился о воду вскоре после взлёта из Ярмута (Массачусетс). Оба пилота погибли[3].
- Рейс 3407 авиакомпании Continental Airlines* 12 февраля 2009 Bombardier Q400, принадлежащий Colgan Air упал на жилой дом, находящийся на Long Street в Клэренс-Центре (штат Нью-Йорк), подлетая к международному аэропорту Ниагара (Баффало). Погибли 44 пассажира и пять членов экипажа, а также один человек, находившийся в доме[4]. Рейс выполнялся 74-местным самолётом Bombardier Dash 8 Q400 (Registration* N200WQ) с двумя турбовинтовыми двигателями, оснащённым системой противообледенения. Эта машина была введена в эксплуатацию в апреле 2008[5]. Экипаж не сообщал об аварийной ситуации перед крушением. Это был первый случай аварии на коммерческих самолётах с человеческими жертвами в США с августа 2006.